# Šumadija
Šumadija (cirill betűkkel Шумадија) földrajzi régió Szerbia központi részén, jelentős városa Kragujevac. Talaja termékeny. Némely értelmezések szerint Belgrád nem része e területnek.
Északról a Száva és a Duna, keletről a Nagy-Morava, délről a Nyugati-Morava, nyugatról pedig a Kolubara, a Ljig és a Dičina folyók határolják.